# Han Solo
Han Solo és un dels principals personatges de la saga de La Guerra de les Galàxies, interpretat pels actors Harrison Ford a la trilogia original i a Star Wars episodi VII: El despertar de la força i per Alden Ehrenreich a Solo: A Star Wars Story.
Han és el capità del Falcó Mil·lenari (Millenium Falcon), juntament amb el seu copilot Wookiee, Chewbacca, pel qual tots dos pilots es van implicar en la lluita de l'Aliança Rebel contra l'Imperi Galàctic. En el transcurs de la narració de Star Wars, Han es converteix en una figura principal en l'Aliança i l'interès amorós de la princesa Leia. En la seqüela trilogia, Han és el marit estrany de Leia i el pare del Jedi caigut al costat fosc Kylo Ren.
El mitòleg Joseph Campbell va dir sobre el personatge: "Creu que és un egoista; però realment no ho és ... hi ha alguna cosa que l'empeny." El 1997, el creador de franquícies George Lucas va descriure Han com "un solitari cínic que s'adona de la importància de formar part d'un grup i ajudar al bé comú".
El personatge apareix a molts llibres, còmics i altres suports basats en la franquícia.

## Biografia de ficció

### Solo: A Star Wars Story
Han Solo és originari de Corellia. Abans de convertir-se en un dels contrabandistes més buscats per les forces imperials, Han Solo era un soldat imperial que s'encarregava de pilotar naus de transport. El seu caràcter independent va provocar la seva expulsió de l'acadèmia, i va acabar amb Mimban, on va conèixer el lladre Tobias Beckett i va acabar ajuntant-se amb la seva tripulació juntament amb un esclau que es va escapar -Chewbacca, al que va salvar la vida i que es convertiria en el seu amic de tota la vida. El pla de la banda per robar el coaxium de l'Imperi a Vandor va sortir malament, deixant-los en deute amb Dryden Vos, un fil conductor del sindicat Crimson Dawn. Han va suggerir un nou esquema: robar el coaxium sense refinar de Kessel. Necessitant una nau ràpida, la colla va contractar el Falcó Mil·lenari, propietat d'un murri anomenat Lando Calrissian.
Una vegada dins de la colònia minera, el pla es va complicar ràpidament. Disfressats d'esclaus, Han i Chewbacca es van infiltrar als nivells inferiors de la mina mentre Qi'ra i Beckett seguien negociacions agressives a les oficines anteriors. Reunits ja que l'L3-37 va provocar una revolució de droides i esclaus orgànics, la tripulació va aconseguir escapar a la superfície amb diversos envasos volàtils de coaxium brut. A l'espai de dalt de Kessel, el Falcó Mil·lenari va ser retingut per un bloqueig imperial, un obstacle que va inspirar la drecera que es convertiria en el fonament de la llegendària capacitat de pilotatge de Han. Prenent el timó de la nau de càrrega per primera vegada, Han va iniciar un recorregut a través del remolí. En última instància, la nau va fer la carrera de Kessel en aproximadament dotze parsecs arribant a la refineria de Savareen, amb prou feines esvaint una explosió massiva que hauria suprimit tant la nau com la seva tripulació. Després va obtenir la nau en una aposta amb Calrissian.
Viatjant amb Chewbacca a través de l'espai van dedicar-se a traficar amb mercaderies il·legals a l'esquena de l'imperi galàctic.

### Una nova esperança
Han Solo coneix a Luke Skywalker i al mestre Obi-Wan Kenobi a Tatooine en un bar, quan aquests dos cercaven un pilot que els portés al planeta Alderaan, on està instal·lada la fortalesa més gran de l'imperi galàctic: "l'Estrella de la Mort" i on està segrestada la princesa Leia Organa, però el planeta ha estat destruït i són atrets a l'interior de l'Estrella de la Mort pel seu feix tractor. El grup aconsegueix alliberar la princesa gràcies al sacrifici d'Obi-Wan, sense saber que Darth Vader els segueix a la base rebel per destruir la rebel·lió. Han se'n va amb la seva recompensa pel rescat, però reapareix per salvar a Luke de Darth Vader, permetent que pugui disparar lliurement per destruir l'estació espacial.

### Després d'una nova esperança
Han és enviat a una missió secreta simulant haver abandonat la rebel·lió, participant en una de les carreres més famoses de la galàxia per recollir uns espies. Completada la missió es queda una mica més amb la rebel·lió.
Han es troba a Sana Starros, que es presenta davant de Leia com la seva esposa, però acaba reconeixent que el matrimoni va ser un estratagema.

### L'Imperi contraataca
Han Solo s'uneix a l'Aliança Rebel i juntament amb el Wookie i la princesa Leia s'escapen a la base militar rebel del planeta Hoth. Més endavant és capturat al planeta Bespin on hi havia anat a la recerca d'un vell amic: Lando Calrissian, sent traït per aquest és capturat per les forces imperials que li tenien una emboscada preparada.
L'imperi galàctic entrega el cos de Han Solo a Bobba Fett el qual el porta al palau de Jabba el Hutt que al seu torn li havia posat preu al seu cap.

### El retorn del Jedi
Han és rescatat per Luke Skywalker, Leia, Chewbacca i Lando Calrissian. Tots viatgen fins a la flota rebel a Sullust des d'allà es coordina el nou atac a una nova i gairebé reconstruïda Estrella de la Mort. Han Solo aconsegueix desactivar a temps el generador de l'escut protector que envoltava la superfície de l'estrella de la mort a la lluna boscosa d'Endor.

### Entre les dues trilogies
Temps després ell i Leia Organa contrauen matrimoni. Ajuda a Chewbacca a alliberar el seu planeta, Kashyyyk gràcies a Leia, i té un fill amb ella que es diu Ben Solo. Han va estar al costat de Leia quan es va fer públic que era filla de Darth Vader. Ben entrena amb Luke, però cau al lloc fosc de la Força, igual que el seu avi, Darth Vader, sota el nom de Kylo Ren. Poc després la seva relació amb Leia es va trencar i va tornar a fer de contrabandista amb Chewbacca.

### El despertar de la Força
Han i Chewie van recuperar el Falcó perdut de temps enrere, i va tornar a veure a Leia per primera vegada en anys. Han va acordar amb Leia dirigir una perillosa missió per infiltrar-se a la base de Starkiller del Primer Orde amb l'esperança de trobar una manera de recuperar Ben del costat fosc i portar-lo a casa, però tot i els seus dubtes Kylo el va matar.

### L'ascens de Skywalker
Tot i això, després de la mort de la seva mare, Ben va imaginar-se conversant amb ell abans de renunciar definitivament el costat fosc.

## Llegendes
La seva primera aparició a l'anomenat Univers expandit (actualment Llegendes) va tenir lloc al número 7 de la col·lecció de còmics Star Wars de Marvel Comics el 1977 (data de portada gener de 1978). En aquestes històries, després d'haver salvat a la princesa i destruït posteriorment l'Estrella de la mort, marxa amb una gran recompensa però és abordat pel pirata Crimson Jack que se la roben. Viatgen llavors a Aduba-3 on es contractat per un grup de grangers perquè els defensin. Han contracta un grup d'ajudants amb els que aconsegueix el seu objectiu. De tornada torna a trobar als pirates que li mostren la princesa Leia que havia estat capturada intentant salvar en Luke Skywalker i porten a la tripulació de Crimson Jack al sistema Drexel amb l'excusa que hi ha un tresor rebel, els pirates hi cauen de 4 potes i quan arriben al sistema són atrapats per un camp magnètic i Han Solo aprofita i marxa de la nau dels pirates juntament amb Chewbacca i la princesa Leia.